# Hartenstrijd (lied)
Hartenstrijd is een lied van het Nederlandse muziekduo Nick & Simon in samenwerking met de Nederlandse zangeres Laura. Het werd in 2016 als single uitgebracht.

## Achtergrond
Hartenstrijd is geschreven door Simon Keizer, Nick Schilder, Bart Bremmers en Laura Beekman. Het is een nummer uit het genre nederpop. In het lied zingen en rappen de artiesten over een verliefdheid en verwarring daarin. Het lied is de titelsong van de gelijknamige film uit hetzelfde jaar. Het lied werd door de zangeres geschreven en kreeg de opdracht om de titel van de film in de liedtekst te verwerken. De zangeres wist bij het schrijven van de eerste versie nog niet dat Nick & Simon zouden meezingen. Toen lied werd opgestuurd naar het muziekduo, reageerden zij enthousiast en vertelden zij dat zij altijd graag samenwerken met "jong talent".

## Hitnoteringen
De artiesten hadden weinig succes met het lied in de Nederlandse hitlijsten. Er was geen notering in de Single Top 100 en ook de Top 40 werd niet bereikt. Bij laatstgenoemde was er wel de vijftiende positie in de Tipparade.